# العلاقات البلجيكية المصرية
العلاقات البلجيكية المصرية هي العلاقات الثنائية التي تجمع بين بلجيكا ومصر.

## مقارنة بين البلدين
هذه مقارنة عامة ومرجعية للدولتين:
| وجه المقارنة                                              | بلجيكا                                                                              | مصر           |
| --------------------------------------------------------- | ----------------------------------------------------------------------------------- | ------------- |
| المساحة (كم2)                                             | 30.53 ألف                                                                           | 1.01 مليون    |
| عدد السكان (نسمة)                                         | 11.37 مليون                                                                         | 94.80 مليون   |
| الكثافة السكانية (ن./كم²)                                 | 372.42                                                                              | 93.86         |
| العاصمة                                                   | بروكسل                                                                              | القاهرة       |
| اللغة الرسمية                                             | اللغة الهولندية، لغة فرنسية، اللغة الألمانية                                        | اللغة العربية |
| العملة                                                    | يورو، فرنك بلجيكي                                                                   | جنيه مصري     |
| الناتج المحلي الإجمالي (بليون دولار)                      | 492.68 مليار                                                                        | 235.37 مليار  |
| الناتج المحلي الإجمالي (تعادل القوة الشرائية) بليون دولار | 514.74 مليار                                                                        | 998.67 مليار  |
| الناتج المحلي الإجمالي الاسمي للفرد دولار أمريكي          | 40.32 ألف                                                                           | 3.61 ألف      |
| الناتج المحلي الإجمالي للفرد دولار أمريكي                 | 43.44 ألف                                                                           |               |
| مؤشر التنمية البشرية                                      | 0.890                                                                               | 0.690         |
| رمز المكالمات الدولي                                      | +32                                                                                 | +20           |
| رمز الإنترنت                                              | .be                                                                                 | .eg، .مصر     |
| المنطقة الزمنية                                           | توقيت وسط أوروبا، ت ع م+01:00، ت ع م+02:00، توقيت وسط أوروبا الصيفي، أوروبا/بروكسل ‏ | ت ع م+02:00   |

## منظمات دولية مشتركة
يشترك البلدان في عضوية مجموعة من المنظمات الدولية، منها:
| علم المنظمة | اسم المنظمة                               | تاريخ انضمام بلجيكا | تاريخ انضمام مصر |
| ----------- | ----------------------------------------- | ------------------- | ---------------- |
|             | الاتحاد البريدي العالمي                   | ?                   | ?                |
|             | مؤسسة التنمية الدولية                     | 2 يوليو 1964        | 26 أكتوبر 1960   |
|             | منظمة التجارة العالمية                    | ?                   | 30 يونيو 1995    |
|             | الأمم المتحدة                             | 27 ديسمبر 1945      | 24 أكتوبر 1945   |
|             | وكالة ضمان الاستثمار متعدد الأطراف        | 18 سبتمبر 1992      | 12 أبريل 1988    |
|             | منظمة الشرطة الجنائية الدولية             | ?                   | 7 سبتمبر 1923    |
|             | مؤسسة التمويل الدولية                     | 27 ديسمبر 1956      | 20 يوليو 1956    |
|             | المنظمة الهيدروغرافية الدولية             | ?                   | 21 يونيو 1921    |
|             | الاتحاد الدولي للاتصالات                  | 1866                | 9 ديسمبر 1876    |
|             | البنك الدولي للإنشاء والتعمير             | 27 ديسمبر 1945      | 27 ديسمبر 1945   |
|             | البنك الإفريقي للتنمية                    | ?                   | 10 سبتمبر 1964   |
|             | الفريق المعني برصد الأرض                  | ?                   | فبراير 2005      |
|             | المركز الدولي لتسوية المنازعات الاستشارية | 26 سبتمبر 1970      | 2 يونيو 1972     |
|             | يونسكو                                    | 29 نوفمبر 1946      | 22 يناير 1947    |

## أعلام
هذه قائمة لبعض الشخصيات التي تربطها علاقات بالبلدين:
- أحمد ماهر (وزير خارجية مصر، 14 سبتمبر 1935 – 27 سبتمبر 2010)
- نتاشا أطلس (مغنية بلجيكية، 20 مارس 1964[22] – )

## وصلات خارجية
- موقع وزارة الخارجية البلجيكية
- موقع وزارة الخارجية المصرية